# Dzsibuti
Dzsibuti „Afrika szarván”, a Vörös-tenger partján fekvő kelet-afrikai ország. Északon Eritrea, nyugaton és délen Etiópia, délkeleten pedig Szomália határolja. Dzsibutival szemben, a Vörös-tenger túloldalán található Jemen. Területe Magyarország területének mintegy negyede.
Népessége a 2024-es népszámlálás alapján bő 1 millió fő volt. A lakosok többsége muszlim, amely államvallás és több mint ezer éve domináns a régióban. A szomáliak és az afarok alkotják a két legnagyobb etnikai csoportot.
Az apró ország a világ egyik legforgalmasabb hajózási útvonala mellett fekszik és kulcsfontosságú üzemanyag-feltöltő és átrakodó központként, valamint a szomszédos Etiópiába irányuló tengeri kereskedelmi kikötőként szolgál. Emellett számos külföldi katonai bázisnak ad otthont (pl. USA, Kína, Franciaország, Japán, Olaszország).

## Nevének eredete
Az ország Dzsibutiváros után kapta a nevét. A név eredete vitatott. Az egyik feltevés szerint az afar dzsabouti (lapos) szóból eredhet, amely esetleg síkvidéki területre utalhat. Egy másik a dzsabúd szóból származtatja, amely jelenthet fennsíkot vagy hegyvidéket. Egy harmadik hipotézis szerint a név ókori eredetű, Thot egyiptomi istenség nevére megy vissza, más szóval Dzsibuti jelentése Thot földje.

## Földrajz

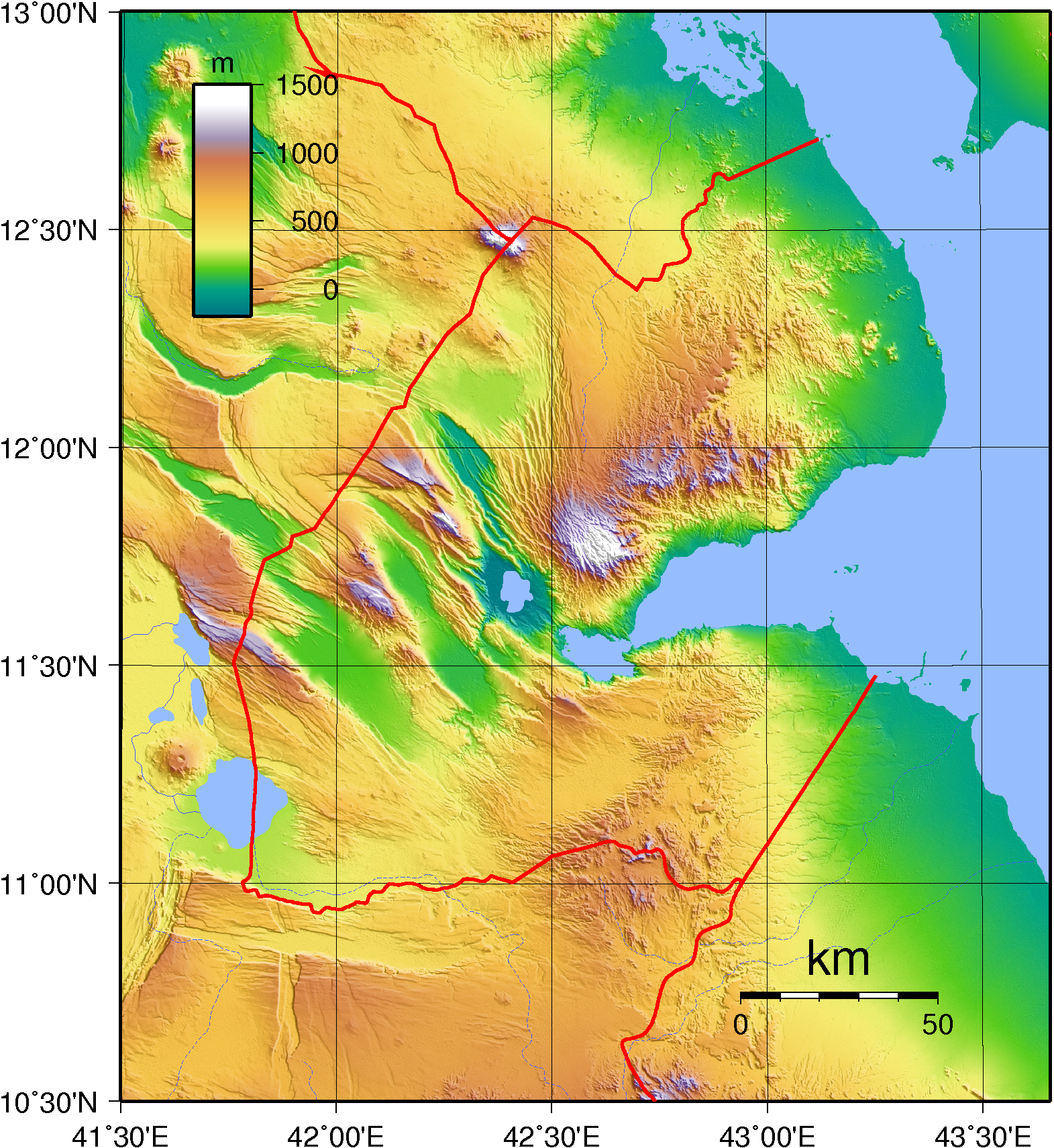
Dzsibuti domborzati térképe

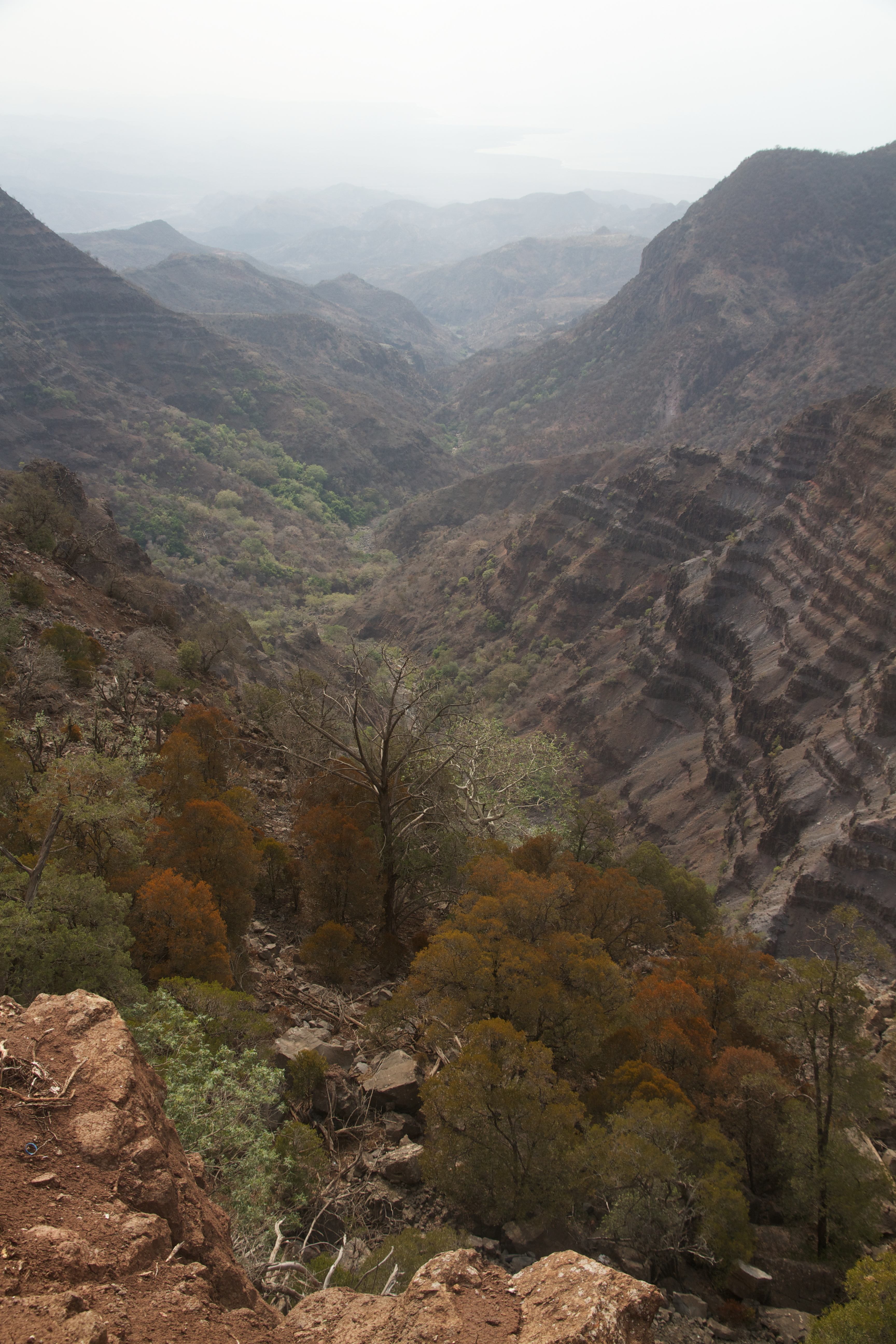
Forêt de Day Nemzeti Park - Goda-hegység

### Domborzat
Az Ádeni-öböl végében, illetve a Báb el-Mandeb szoros partján fekvő ország Kelet-Afrikában. Földünk egyik legforróbb területe. A tengerparti sivatagos, félsivatagos alföld lépcsőzetesen emelkedik a száraz fennsíkokat közrezáró kelet-afrikai vulkanikus hegyek láncáig. Legmagasabb pontja: Mussa Ali (2022 m), legmélyebb az Assal-tó mélyedése (-155 m).

### Vízrajz
Sivatagi jellege miatt jelentős nagyságú lefolyástalan területek vannak az országban. E medencék mélyén alakultak ki legnagyobb tavai: az Assal-tó és az Abbé-tó.

### Éghajlat
Az ország éghajlata trópusi és a legforróbbak között van a világon. Átlaghőmérséklete 30 °C és nagyon gyakori a 40 °C-os hőség .
Az évi csapadék mennyisége átlagosan 100–300 mm között van. Az ország belsejében az eső ritka vendég.
Dzsibutivárosban a januári középhőmérséklet 27 °C. Áprilistól növekszik a hőmérséklet és júliusban elérheti 45 °C-ot is.
| Hónap                                      | Jan. | Feb. | Már. | Ápr. | Máj. | Jún. | Júl. | Aug. | Szep. | Okt. | Nov. | Dec. | Év   |
| ------------------------------------------ | ---- | ---- | ---- | ---- | ---- | ---- | ---- | ---- | ----- | ---- | ---- | ---- | ---- |
| Átlagos max. hőmérséklet (°C)              | 28,7 | 29,0 | 30,2 | 32,0 | 34,9 | 39,0 | 41,7 | 41,2 | 37,2  | 33,1 | 30,8 | 29,3 | 34,0 |
| Átlaghőmérséklet (°C)                      | 25,1 | 25,7 | 27,0 | 28,7 | 31,0 | 34,2 | 36,4 | 36,0 | 33,1  | 29,3 | 26,9 | 25,4 | 29,9 |
| Átlagos min. hőmérséklet (°C)              | 21,5 | 22,5 | 23,8 | 25,4 | 27,0 | 29,3 | 31,1 | 30,6 | 28,9  | 25,6 | 23,1 | 21,6 | 25,9 |
| Átl. csapadékmennyiség (mm)                | 10   | 18   | 20   | 29   | 16   | 0    | 6    | 5    | 3     | 20   | 22   | 11   | 160  |
| Forrás: Hong Kong Observatory, BBC Weather |      |      |      |      |      |      |      |      |       |      |      |      |      |

### Veszélyforrások
Földrengések; aszály; az Indiai-óceánból származó alkalmi ciklonális zavarok heves esőzéseket és gyors áradásokat okoznak.
Vulkanizmus: korlátozott vulkáni tevékenység; az Ardoukoba (298 m) utoljára 1978-ban tört ki; az etióp határ mentén fekvő Manda-Inakir történelmileg is aktív.
Környezet - aktuális kérdések: Savasodás - a talaj és a víz pH-értékének csökkenése a savas kicsapás és általában csapadék általi lerakódás miatt; ez a folyamat megzavarja az ökoszisztéma tápanyagáramát, és semlegesebb vagy lúgosabb körülményektől függően elpusztíthatja az édesvízi halakat és növényeket (lásd savas eső). Savas eső - jellemző, hogy káros kén-dioxidot tartalmaz.
További környezeti kérdések:
Nem elegendő ivóvízkészlet; vízszennyezés; korlátozott szántó; erdőirtás (a mezőgazdaság és a fa tüzelőanyag-felhasználásával fenyegetett erdők); elsivatagosodás; veszélyeztetett fajok.

### Élővilág, természetvédelem
A kevés csapadék miatt az ország nagy részét tüskebokros szavannák, sivatagok és félsivatagok képezik. Akácia, boróka, tuja, vadfüge és olajfa csak az 1200 m feletti területeken található. A Moussa Ali lejtőin krisztustövis- és pozsgás erdők nőnek.
A fauna jellemzői: gazellák, antilopok, zebrák, sakálok, hiénák. Az Abbé-tó környékén nagy számban élnek egyiptomi íbiszek, pelikánok, rózsás flamingók.

#### Nemzeti parkjai
- Forêt de Day természetvédelmi terület

## Történelem
A mai Dzsibuti területén a 7. és 10. század alatt arab szultánok uralkodtak. Afrikában itt terjedt el először az iszlám. Az ország csak a Szuezi-csatorna megnyitása után, 1869-ben keltette fel a franciák figyelmét, akik Francia Szomáliföld néven gyarmatosították.
1977-ben Dzsibuti Köztársaság néven függetlenné vált, de az afar törzsek három évig tartó lázadása után a békefolyamat csak 1994-ben kezdődhetett meg.

## Államszervezet és közigazgatás
Vegyes jogrendszer, amely elsősorban a francia polgári törvénykönyvre (1997-i állapotra), az iszlám vallási törvényekre (családjogi és öröklési kérdésekben) és a szokásjogra épül.
Választójog: 18 éves kor után.

### Zászló
Két egyenlő, világoskék (felső) és világoszöld vízszintes sáv, fehér, egyenlő szárú háromszöggel, amely az emelőoldalon piros, ötágú csillagot tartalmaz középen; a kék a tengert és az eget, valamint a szomáliai népet jelenti; a zöld jelképezi a földet és az afar népet; a fehér a békét jelenti; a vörös csillag felidézi a függetlenségért folytatott harcot és az egységet képviseli.

### Alkotmány, államforma
Az ország elnöki köztársaság. Az 1981-es alkotmánymódosítás óta Dzsibuti egypárti állam volt 1992-ig, amikor új alkotmányt fogadtak el.

### Törvényhozás, végrehajtás, igazságszolgáltatás
Az államfőt 6 évre választja a nép. Ő a kormány feje is. A törvényhozó hatalom az öt évre választott, 65 fős parlament; a képviselők valamennyien még a 2003-as választáson is az egységpárt (RPP) soraiból kerültek a törvényhozásba. A jogrendszer az iszlám jogot követi.
Az ország tagja az ENSZ-nek és az Arab ligának is.

### Politikai pártok

#### Elnökök
Az országnak eddig 2 elnöke volt:
- Hassan Gouled Aptidon 1977. június 27. – 1999. május 8.
- Ismail Omar Guelleh 1999. május 8. óta

### Közigazgatási beosztás

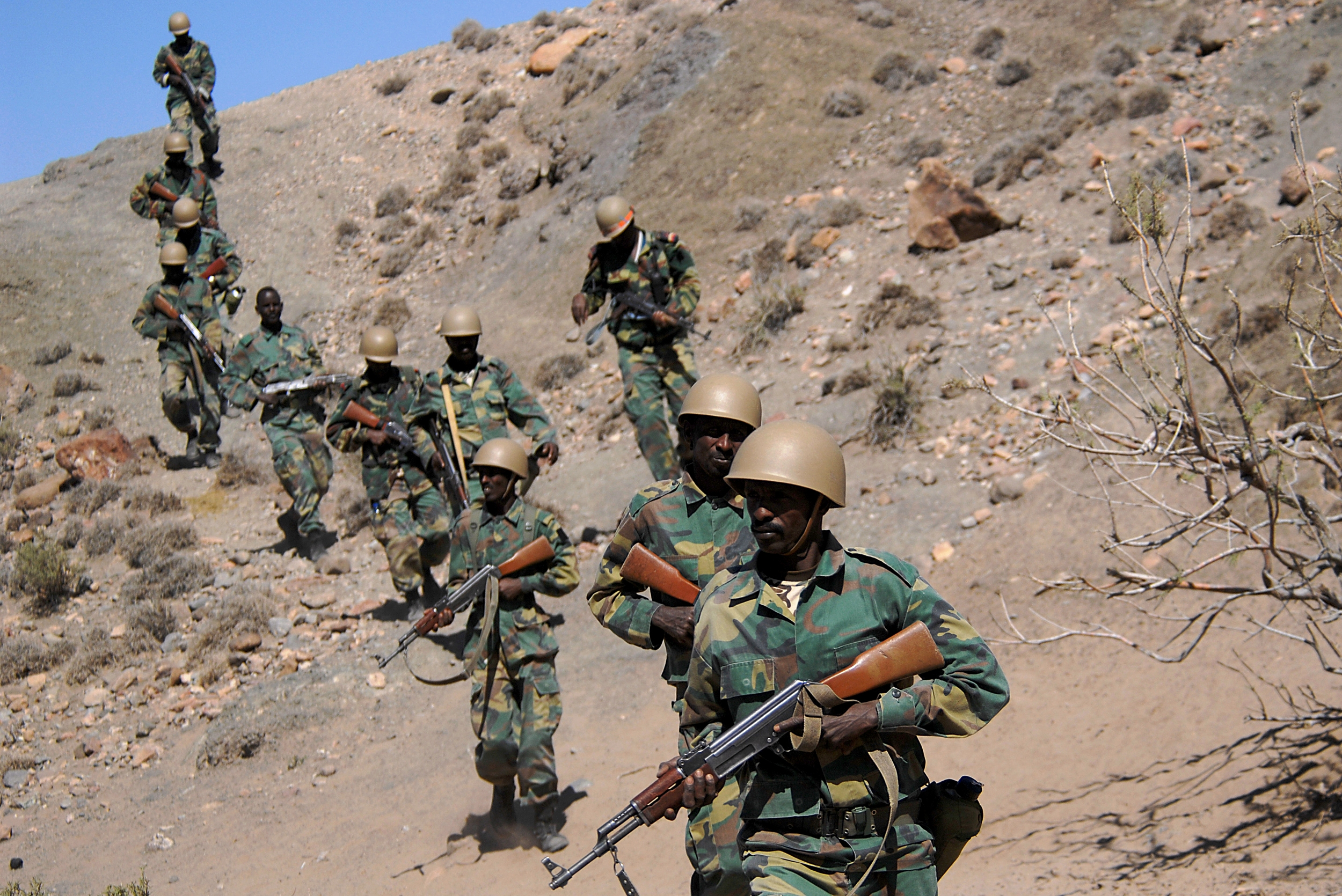
Dzsibuti hadseregének a katonái (2008)

Dzsibuti régiói a következők:
| Dzsibuti régiói | - Ali Sabieh - Arta - Dikhil - Dzsibuti (város) - Obock - Tadjourah |

### Védelmi rendszer
A fegyveres erők létszáma a Nemzeti Biztonsági Erőkkel együtt 4800 fő. A szárazföldi csapatok kb. 70 páncélozott járművel és néhány ágyúval és aknavetővel rendelkeznek. A légierőt hat repülőgép és öt helikopter alkotja. A haditengerészetben két őrhajó és négy parti őrhajó van rendszeresítve. A csak 23 ezer négyzetkilométer területű, jórészt sivatagos Dzsibutiban van amerikai, francia, továbbá 2011 óta japán, 2017-től pedig kínai támaszpont is.

### Terrorizmus
al-Shabaab: megbüntetni Dzsibutit az Afrikai Unió szomáliai missziójában való részvételért; arra kényszeríteni Dzsibutit, hogy vonja ki csapatait Szomália műveleti területeiről: minimális operatív jelenlétet tart fenn; utoljára 2014-ben hajtott végre támadást Dzsibutiban (2019-es adatok).

## Főbb települések

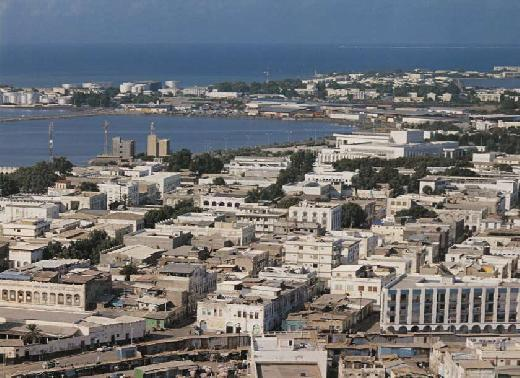
Dzsibutiváros

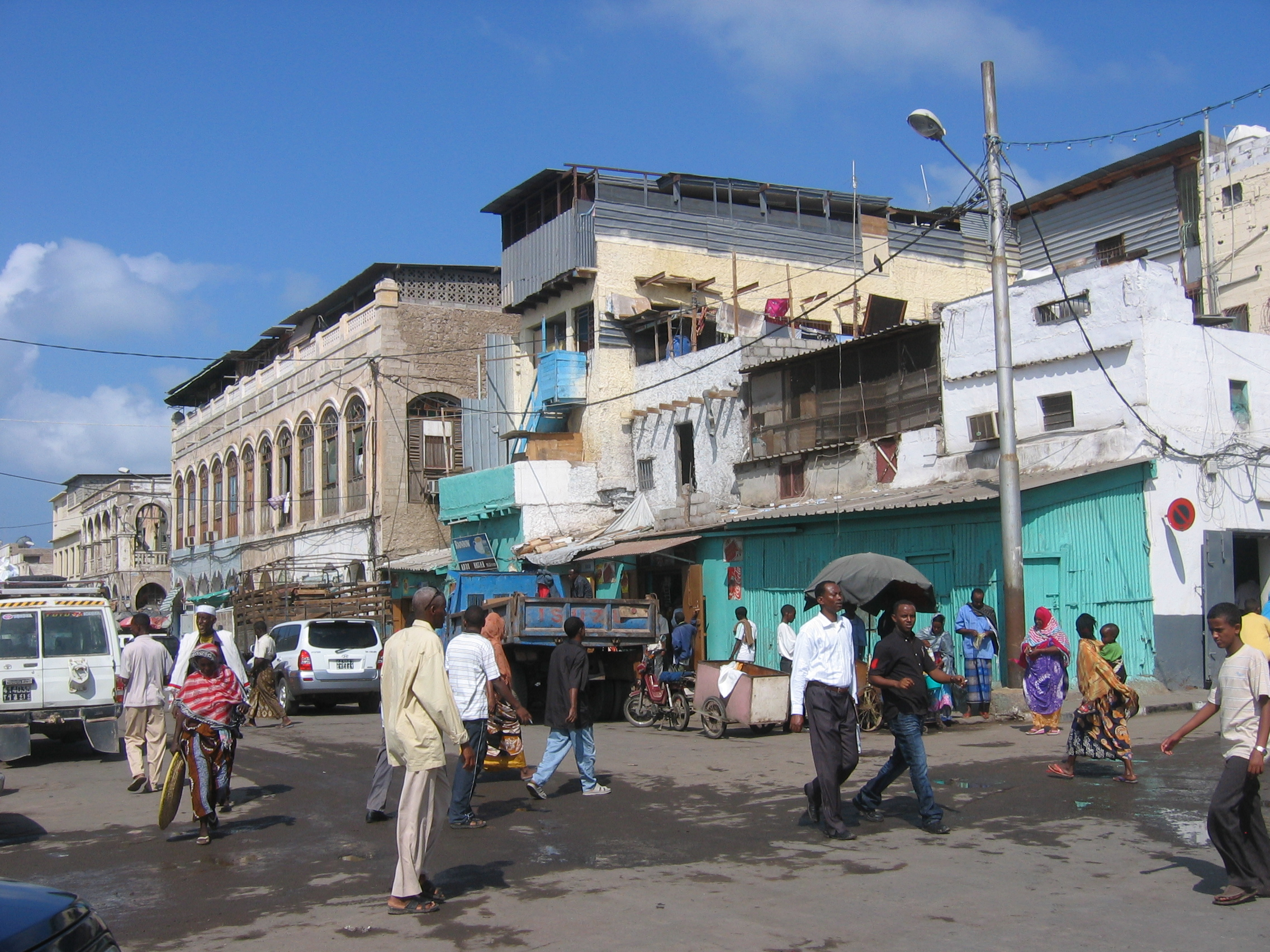
Fővárosi utcakép

| Rangsor | Név            | Név           | Lakosság | Régió         |
| Rangsor | Latin betűkkel | Arab betűkkel | Lakosság | Régió         |
| ------- | -------------- | ------------- | -------- | ------------- |
| 1.      | Dzsibutiváros  | جيبوتي        | 623 891  | Dzsibutiváros |
| 2.      | Ali Sabieh     | على صبيح      | 40 074   | Ali Sabieh    |
| 3.      | Tadjoura       | تاجورة        | 22 193   | Tadjoura      |
| 4.      | Obock          | أوبوك         | 17 776   | Obock         |
| 5.      | Dichil         | دخيل          | 12 043   | Dikhil        |

## Demográfia

### Népességváltozás
| Lakosok száma | 83 636 | 122 866 | 179 224 | 308 385 | 405 229 | 612 589 | 687 897 | 755 085 | 821 865 | 1 152 944 |
|               | 1960   | 1966    | 1972    | 1978    | 1984    | 1991    | 1997    | 2003    | 2009    | 2023      |

### Általános adatok
- A fővárosban, Dzsibutivárosban több mint félmillió fő él. [12]
- A teljes népességből városi: 77,3%  (2015-ben) ill. 78,8% (2017-ben, 718 000 fő)[12]
- Születéskor várható élettartam: 63,2 év; férfiak: 60,7 év; nők: 65,8 év (2016-os becslés)[13]

### Etnikai, nyelvi, vallási megoszlás
- Nyelvek: a hivatalos nyelvek a francia és az arab, de beszélik még a szomálit és az afar nyelvet is.
- Népek: szomáli 60%, afar 35%.
- Vallás: a lakosság túlnyomó többsége muszlim 94%; a maradék többnyire keresztény: római katolikus 4%, protestáns 1%, ortodox 1%.

A szomáli issza néphez tartozik a népesség 60%-a, afar nemzetiségű 35%. Az afarokat más néven danakiloknak is hívják. A lakosság 1%-a francia, 5% olasz, 2% egyéb.

## Gazdaság

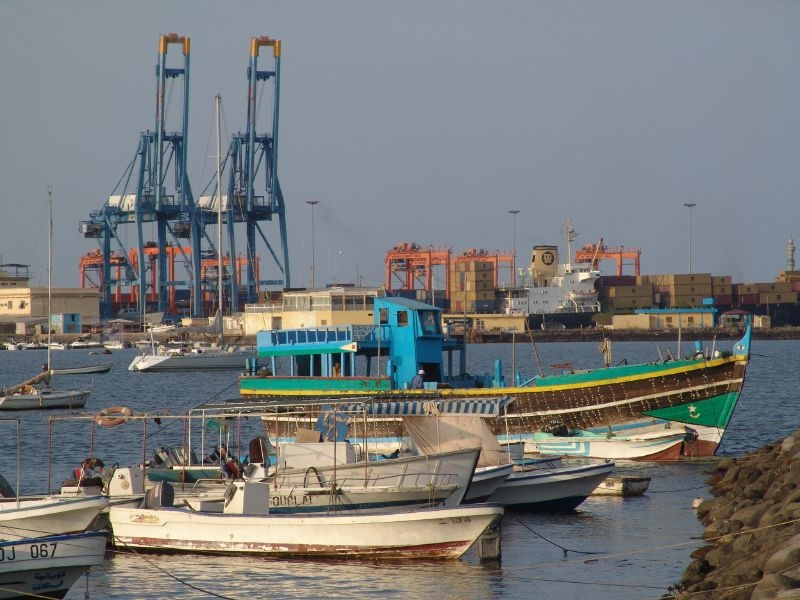
A főváros kikötőjének egy része

### Általános adatok
Gazdasága: fejletlen agrárország. Az ország gazdaságának legfőbb bevételi forrását a szolgáltatási tevékenységek jelentik, ugyanis az ország stratégiai földrajzi helyzete révén Észak-Afrika szabadkereskedelmi övezete, valamint jelentős mélyvízi kikötő a Vörös-tengeren. Dzsibutiváros kikötője igen jelentős tranzitforgalmat bonyolít le. Az ország rá van utalva a külföldi hitelekre, és az utóbbi években külső adósságállománya jelentősen megnőtt.
A GDP összetétele szektoronként (2016): mezőgazdaság: 2,9%, ipar: 20,8%, szolgáltatások: 76,3%  Az ország bruttó nemzeti összterméke (GDP) a Világbank várakozásai szerint 7%-kal nőhet 2018-ban, ezzel a növekedési ütemmel az adott évben a világ hat leggyorsabban fejlődő gazdaságai közé tartozik.
Dzsibuti lakóinak háromnegyede a fővárosban él; a fennmaradó többnyire nomád pásztor. A kevés csapadék és kevesebb mint 4% szántó a növénytermesztést kis mennyiségű gyümölcsre és zöldségre korlátozza, és az élelmiszerek nagy részét importálni kell.
Dzsibuti mind a régió tranzitkikötőjeként, mind nemzetközi átrakó és üzemanyagtöltő közponként nyújt szolgáltatásokat. Az import, az export és az újrakivitel a kikötői tevékenység 70%-át teszi ki Dzsibuti konténerterminálján. A re-export elsősorban a tengerparttal nem rendelkező szomszédos Etiópia kávéjából áll.
Dzsibuti kevés természeti erőforrással és kevés iparral rendelkezik. Az ország ezért nagymértékben függ a külföldi segítségtől a fizetési mérlegének támogatásához és a fejlesztési projektek finanszírozásához. A közel 40%-os hivatalos munkanélküliségi ráta - az ifjúsági munkanélküliség közel 80% - komoly problémát jelent. Az infláció 2014-2017-ben szerény 3% volt, az alacsony nemzetközi élelmiszerárak és a villamosenergia-tarifák csökkenése miatt.
Dzsibuti a dízelolaj által termelt villamos energiára támaszkodik; az importált élelmiszerek és víz az átlagfogyasztókat kiszolgáltatottá teszik a globális áremelkedések számára, bár 2015 közepén Dzsibuti új jogszabályt fogadott el az energiaágazat liberalizálása érdekében. A kormány hangsúlyozta a közlekedés és az energia infrastruktúrájának fejlesztését, Dzsibuti pedig - külföldi partnerek, különösen Kína segítségével - megkezdte a kikötői kapacitás növelését és korszerűsítését. 2017-ben Dzsibuti megnyitotta történelmének két legnagyobb projektjét, a Doraleh kikötőt és Dzsibuti-Addisz-Abeba vasutat, amelyet Kína finanszírozott a "Belt and Road Initiative" részeként, ami növeli az ország képességét arra, hogy kamatoztassa stratégiai helyét.

#### Mezőgazdaság
Területének csak mintegy 4%-a hasznosítható mezőgazdasági termelésre, főleg időszakos állattenyésztésre: az ország csak komoly nehézségek árán tudja előteremteni az élelmiszert.
- Fő termények: gyümölcsök, zöldségek.
- Fő tenyésztett állatok: kecske, juh, teve.[13]

#### Ipar
Jelentősebb iparágak: építőipar, élelmiszeripar, bőrfeldolgozás

#### Kereskedelem
- Exporttermékek: nyersbőr, állati termékek, irha, só, kávé (reexport).
- Importtermékek: élelmiszer, ruházat, iparcikkek, kőolaj, közlekedési és vegyipari termékek.

Főbb kereskedelmi partnerek 2015-ben:
- Import: Kína 41,8%, Szaúd-Arábia 14,2%, Indonézia 5,9%, India 4,3%
- Export: Szomália 79,7%, USA 5,4%, Jemen 4,6%, Arab Emírségek 4%

#### Az országra jellemző egyéb ágazatok
- halászat, áruraktározás

A felhasznált energia 100%-át fosszilis alapanyagból állítják elő.

#### Katonai bázisok
Számos külföldi katonai bázisnak ad otthont:
- Egyesült Államok: A Camp Lemonnie, az afrikai kontinens legnagyobb amerikai katonai bázisa, terrorizmusellenes műveletekhez szolgál.
- Kína: A 2017-ben alapított bázis Kína első tengerentúli katonai bázisa, amelyet - papíron - békefenntartó és humanitárius segítségnyújtási műveletekre használnak.
- Franciaország: Franciaország 1977-es függetlensége óta katonai jelenlétet tart fenn Dzsibutiban, és több bázist, köztük egy légibázist is üzemeltet.
- Japán: Japán egyetlen tengerentúli katonai bázisa Dzsibutiban található.
- Olaszország
- Más országok: Németország és Spanyolország is kontingenseket állomásoztat francia és amerikai bázisokon, míg Szaúd-Arábia szintén beleegyezett egy bázis létrehozásába. Oroszország és India is érdeklődést mutatott egy katonai bázis létrehozása iránt.

Ezeket a bázisokat különféle célokra használják, beleértve a terrorizmusellenes műveleteket, a kalózkodás elleni erőfeszítéseket és a regionális biztonságot. A bázisok üzemeltetése Dzsibuti számára bevételt biztosít a bérleti díjakból és egyéb gazdasági előnyökből, miközben növeli regionális és nemzetközi befolyását is.

## Közlekedés
- Közutak hossza: 2890 km
- Vasútvonalak hossza: 97 km. 1435 mm-es nyomtáv.  Az ország fővárosának vasúti pályaudvara az afrikai kontinens legkeletibb vasúti állomása.

- Repülőterek száma: 3 db, 3000 m-nél hosszabb kifutópályával 1 repülőtér rendelkezik.

Dzsibutivárosban található a Dzsibuti–Ambouli nemzetközi repülőtér.
- Kikötők száma: 1

## Kommunikáció
Dzsibuti városában megfelelő a telefonos ellátottság, csakúgy, mint a mikrohullámú csatlakozás az ország külterületeire. Dzsibuti egyike azon kevés országoknak, amelyekben a nemzeti távközlési hálózat, a Dzsibuti Telekom (DT), monopóliummal rendelkezik az összes távközlési szolgáltatással kapcsolatban, ideértve a vezetékes vonalakat, a mobil-, az internet- és a szélessávú szolgáltatásokat is.

### Egyéb telekommunikációs adatok
| Hívójel prefix | J2 |
| ITU zóna       | 48 |
| CQ zóna        | 37 |

## Kultúra
A francia és az arab hódítás és befolyás érzékelteti hatását.

### Gasztronómia
A dzsibuti konyha az afar, szomáli, jemeni arab és francia gasztronómia sajátosságait ötvözi magában, de az idők során átvett néhány dél-ázsiai (főleg indiai) elemet is. Az ételek ízesítésénél elsődlegesen közel-keleti eredetű fűszereket használnak, melynek széles skálája a sáfránytól a fahéjig terjed. Helyi jellegzetes specialistás jemeni eredetű kemencében sült hal. A fűszeres ételek közül a legfontosabbak a fah-fah nevű leves, a dzsibuti marhahúsleves és a yetakelt wet nevű vegyes zöldségragu.
Az édességek közül közismert a halwo, ami az indiai halva helyi változata. Ezt a fajta süteményt különleges alkalmakon, mint pl. ünnepségeken, vagy lakodalmakon fogyasztják. A dzsubiti halwo kukorica keményítőből, porrá őrölt gyömbérből és szerecsendióból, valamint bivalyvajból (ghi) készül. Díszítés gyanánt földimogyorót szórnak a tetejére.
A reggeli tea vagy kávé fogyasztásával veszi kezdetét. A lanoh nevű, Szomáliában is elterjedt palacsintához hasonló kenyeret eszik, melyhez a wat nevű pörköltet fogyasztják. Ez készülhet csirke-, bárány, vagy pedig marhahúsból, de létezik zöldséges wat is. Köretnek kerülhet még marhamáj, kecskehús, illetve felkockázott marhahús is hozzá. Gyakran fogyasztanak még lanohot mézzel és bivalyvajjal együtt, hozzá pedig teát isznak.
Ebédnél gyakori fogás maraq nevű marhapörkölt, amelyet a legkülönfélébb módokon lehet fűszerezni. Esznek továbbá főzőbanánnal is ízesített rizseshúst, míg a városi lakosság körében igen elterjedt a halak és marhaszeletek fogyasztása. A rostonsült húsokat gyakran tésztával eszik, de a pörkölttípusú ételekhez is rendszerint jár tészta.
Könnyed fogások közé tartozik az uzsonnának ideális szambusza, a dél-ázsiai szamosza itteni változata, melyet Dzsibutiban chilivel fűszereznek, töltelékje pedig kecskehús vagy hal lehet. A másik a garubej nevű tejben puhított zabkása, amit köménnyel és más fűszerekkel ízesítenek. A szigorú böjti időszak, a Ramadán után az étkezést a bajiyos-szal kezdik újból, amely hasonló az Indiában ismert pakorához, mely nem más, mint egy fűszeres tengergyümölcs, amely gyakran meglelhető az utcai árusoknál.
A délutáni teákat gyakorta kísérik friss gyümölcsök, úgy mint mangó, guáva és banán.

## Turizmus
Az ország metrikus rendszert használ. A háztartási elektromos hálózat 220V, 60 Hz-es, kétpólusú, kerek dugóval.
A környező korallszigetek a könnyűbúvárok paradicsoma.

### Látnivalók
- Assal-tó: A Holt-tenger dzsibuti változata, az Assal-tó -155 méteres magasságával a világ harmadik legalacsonyabb pontja. A legtöbb dzsibuti tóhoz hasonlóan, amelyek sósak és hihetetlen kristályképződményeknek adnak otthont, a Lac Assal (a tó helyi neve) partját is kősó és szögletes gipsz gömbök borítják. A látogatók sétálhatnak a sókéregben vagy megmártózhatnak a tó sós vizében. A tavat vulkanikus hegyek veszik körül. Az afar nép még mindig gyakorolja a sókitermelést; a sót Etiópiába viszik cserekereskedelem céljából.
- Cetcápa nézés:   A Tadjoura-öbölben évente november és január között számos példány vonul át, és a látványuk garantáltan vadregényes élményt nyújt.

### Oltás
Javasolt oltások Dzsibutiba utazóknak:
- Hastífusz
- Hepatitis A (magas a fertőzésveszély)
- Hepatitis B (magas a fertőzésveszély)

Malária ellen gyógyszer van. (Nagy a kockázata a fertőzésnek).
Javasolt oltás bizonyos területekre utazóknak:
- Veszettség

Kötelező oltás, ha fertőzött országból érkezik/országon át utazik valaki:
- Sárgaláz

## Sport
Dzsibutinak eddig még nincs olimpiai bajnoka. A játékok során csak egyetlen érme van az országnak. Az 1988-as szöuli olimpián Houssein Ahmed Salah férfi maratonon bronzérmes lett.
- Bővebben: Dzsibuti az olimpiai játékokon

A Dzsibuti labdarúgó-válogatott eddig még nem ért el kiemelkedő eredményeket.
- Bővebben: Dzsibuti labdarúgó-válogatott

## Ünnepnapok
- június 27.: a függetlenség napja